# Сидоренко, Иван Данилович
Иван Данилович Сидоренко (1911 — 15 августа 1942) — бетонщик, передовик-стахановец на строительстве Харьковского тракторного завода, Днепрогэса. Первостроитель города Комсомольска-на-Амуре — считается инициатором присвоения этого имени городу. В годы войны — политрук, организатор отряда снайперов из нанайцев, пропал без вести под Сталинградом.

## Биография
Родился в 1911 году в городке Мена Черниговской губернии Российской империи в семье бедняка. Отец погиб на фронте Первой мировой войны, и мальчику с малых лет пришлось работать, кормить себя и мать. Беспризорничал, пас гусей у куркулей. В школу ходил лишь два года, да и то с перерывами, но к тринадцати годам сам научился читать.
Работая на махорочной фабрике, в 1926 году вступил в комсомол, затем работал на ремонте железной дороги, с 1929 года на стройке комбайнового завода «Коммунар» в Запорожье.
В годы первой пятилетки стал известен на всю страну как бетонщик-передовик, участник Стахановского движения: в июне 1931 года комсомольский батальон Сидоренко при строительстве Харьковского тракторного завода в присутствии австрийского профессора Зайлигера в течение нескольких дней дал 907 замесов бетона, трижды перекрыв возможности немецкой бетономешалки.
В конце июля 1931 года Иван Сидоренко в числе 320 рабочих-ударников страны был премирован заграничной поездкой на только что отстроенном в Ленинграде теплоходе «Украина», но и в поездке проявил себя — как следует из заметки газеты «Второй рейс», Сидоренко организовал в пути обучение грамотности под лозунгом «Ни одного неграмотного на теплоходе „Украина“».
Вернувшись из заграничной поездки, передавал опыт молодым бетонщикам Днепростроя на возведении Днепрогэса.
В 1932 году направлен на стройку города на Дальнем Востоке — инициатор назвать город «Комсомольск-на-Амуре»:

Однажды ночью, как вспоминают первостроители, Иван Сидоренко пришел в палатку к своим ребятам, разбудил их и говорит: «Вот, написал матери письмо, но не знаю, какой поставить обратный адрес… Село Пермское? Вроде неудобно. Нас семь тысяч человек, строим город, название должно быть соответственно его значимости… При чем тут Пермское?..» Ребята всю ночь не спали, придумывали… А Сидоренко вдруг говорит: «Почему не Комсомольск, ведь его строим мы, комсомольцы?!» На следующий день написали письмо в Москву…

12 июня 1933 года в числе строителей, завоевавших право участвовать непосредственно в закладе первого камня нового города, был и секретарь комитета ВЛКСМ стройки Иван Сидоренко.
Горкомом ВЛКСМ был назначен секретарём комитета ВЛКСМ строительства авиационного завода на Дземгах — восточном районе Комсомольска. Затем работал в Дальпромстрое на посту секретаря парторганизации одного из ведущих стройуправлений, который сооружал судостроительный завод, директором управления подсобных предприятий, директором леспромхоза.

### Великая Отечественная война
С началом войны — политрук 577-го стрелкового полка сформированной в Хабаровске 205-й стрелковой дивизии.
В 1942 году дивизия была направлена с Дальнего Востока под Сталинград.
По инициативе Сидоренко был организован отряд снайперов, преимущественно из нанайцев. Ещё работая на стройке он занимался в стрелковом кружке ДОСААФ, участвовал в местных соревнованиях, умел стрелять с двух рук. Встречаются утверждения, что поспорив с лучшим снайпером отряда, Сидоренко за сутки лично истребил 9 гитлеровцев, но проиграл — снайпер-нанаец перекрыл его счёт.
В августе 1942 года 205-я стрелковая дивизия практически полностью погибла под Сталинградом.
6-я рота 2-го батальона 577-го стрелкового полка вела оборону наблюдательного пункта, здесь был и политрук Сидоренко.
Официально считается пропавшим без вести 15.08.1942 в районе села Венцы Клетского района Сталинградской области. При этом в воспоминаниях комиссара 205-й стрелковой дивизии А. А. Москаленко указывается, что Иван Сидоренко «15 августа 1942 года погиб вместе с бойцами своей роты, обороняя командный пункт дивизии на высоте 103.6. у станицы Ближняя Перекопка».
Незадолго до своей гибели в последнем письме родным Иван Сидоренко писал:

Возможно также, вы получите извещение, что я убит 5 августа, но не верьте. Я был окружен и упал под пулеметным огнем фашистов. В часть попал только на второй день, когда меня занесли уже в списки убитых. Как видите, я воскрес.

## Память

Мемориальная доска Ивану Сидоренко

В 1963 году именем Ивана Сидоренко названа улица в Комсомольске-на-Амуре.
В том же 1963 году на доме № 24 по этой улице установлена мемориальная доска (в 1990 году доску перевесили на дом напротив — № 3):

Улица имени первого комсомольского вожака города Ивана Даниловича Сидоренко, геройски погибшего за Советскую Родину в 1942 году.
Также именем Ивана Сидоренко названа одна из улиц города Мены Черниговской области, где он родился и вырос, также его именем был назван местный колхоз.
В феврале 1964 года его имя было присвоено школе № 11 города Комсомольска-на-Амуре, которую он строил и в которой учились его дети.